# Viticellaklematisar
Viticellaklematisar (Clematis Viticella-gruppen) är en grupp i familjen ranunkelväxter som innehåller hybrider med, och selektioner av Clematis viticella.

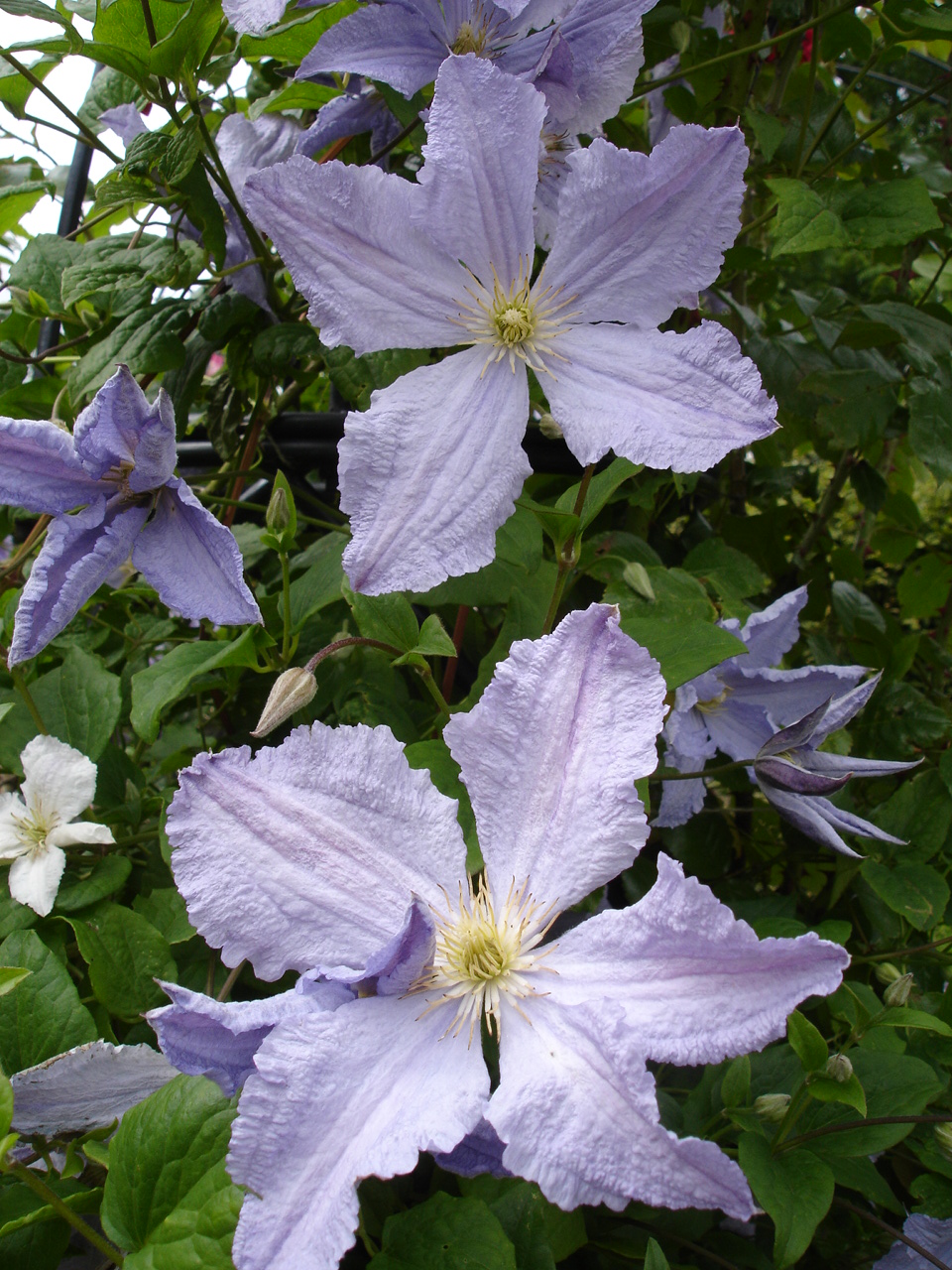
'Blekitny Aniol' (Brother Stefan Franczak 1990)
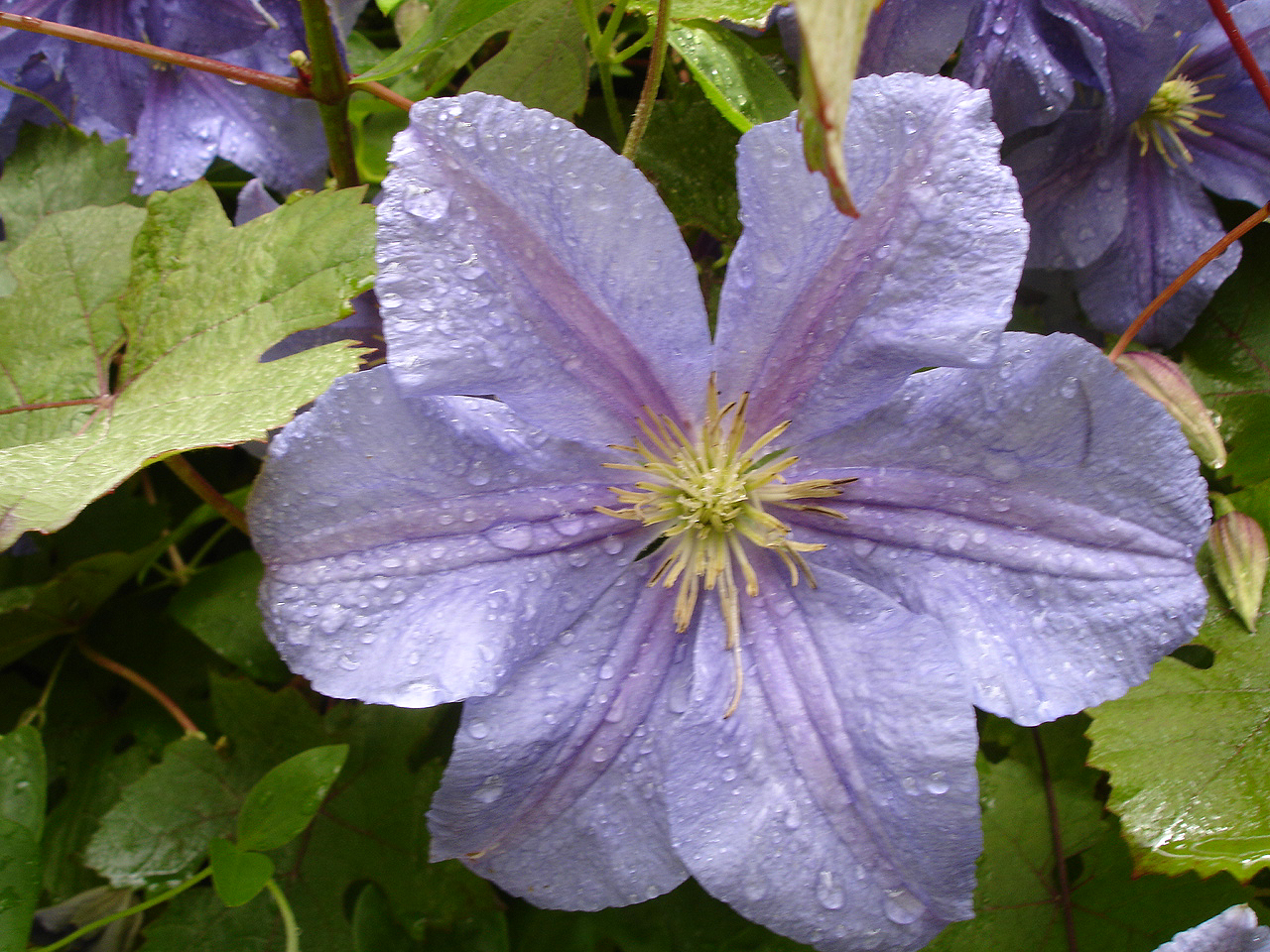
'Perle d'Azur' (F.Morel 1885)